# Іда Лієн
Іда Лієн (норв. Ida Lien) — норвезька біатлоністка, чемпіонка світу. 
Золоту медаль чемпіонки світу Лієн виборола на світовій першості 2021 року, що проходила в словенській Поклюці, в складі норвезької збірної в естафетній гонці 4х6 км.